# Wagony Graz (tramwaje w Wiedniu)
Wagony Graz, znane także jako Typ A – pierwsza seria tramwajów elektrycznych w Wiedniu, wyprodukowana przez Grazer Waggonfabrik.

## Historia
Pierwszych 30 wagonów tego typu zamówiono w Grazer Waggonfabrik w 1896 r. z w związku z rozpoczęciem elektryfikacji tramwajów wiedeńskich przez prywatną firmę Vienna Tramway Company (WT). Zgodnie z ówczesnymi trendami, podwozie zostało wyprodukowane osobno i pochodziło z Bergische Stahlindustrie w Remscheid w Niemczech, natomiast wyposażenie elektryczne dostarczyła firma Union-Electritäts-Gesellschaft (UEG) w Berlinie. Wyposażyła ona wagony w hamulce elektrodynamiczne (zwane także „hamulcami zwarciowymi”), które później stały się standardowym wyposażeniem tramwajów.
Tramwaje otrzymały numery 1m-30m i kursowały na tzw. linii poprzecznej z Wallgasse do Praterstern, której trasa odpowiada dzisiejszej linii nr 5. W 1897 r. zakupiono kolejnych 10 wagonów tego typu. Te miały nieznacznie powiększone wymiary. Do 1899 r. tramwaje pobierały prąd z sieci trakcyjnej za pomocą odbieraka pałąkowego systemu Thomsona-Hudsona, potem całą sieć dostosowano do odbieraka typu lira. Po przejęciu obsługi sieci tramwajowej przez miasto Wiedeń wagony przenumerowano i poddano w kolejnych latach wielu modernizacjom, które polegały na zwiększeniu rozstawu osi, powiększeniu platform na wzór tramwajów typu D oraz wymiana wyposażenia elektrycznego na nowe produkcji Schuckertwerke.
W 1917 r. dwa wagony przebudowano na lokomotywy akumulatorowe i eksploatowano odpowiednio do 1924 i 1929 r. Jednemu z wagonów przywrócono potem oryginalne nadwozie i włączono do ruchu liniowego. Pod koniec lat 20. XX wieku wagony typu A stały się zbędne w związku z odnową wiedeńskiego taboru tramwajowego. Część tramwajów typu A odstawiono w 1930 r., a ostatni z nich wycofano w 1937 r. Wszystkie egzemplarze zostały zezłomowane.
Operator muzealnej linii tramwajowej Museumstramway Mariazell wykonał w 2001 r. rekonstrukcję tramwaju nr 7m (rok produkcji 1896) po tym, jak odnaleziono oryginalne części jego wózka.

## Galeria

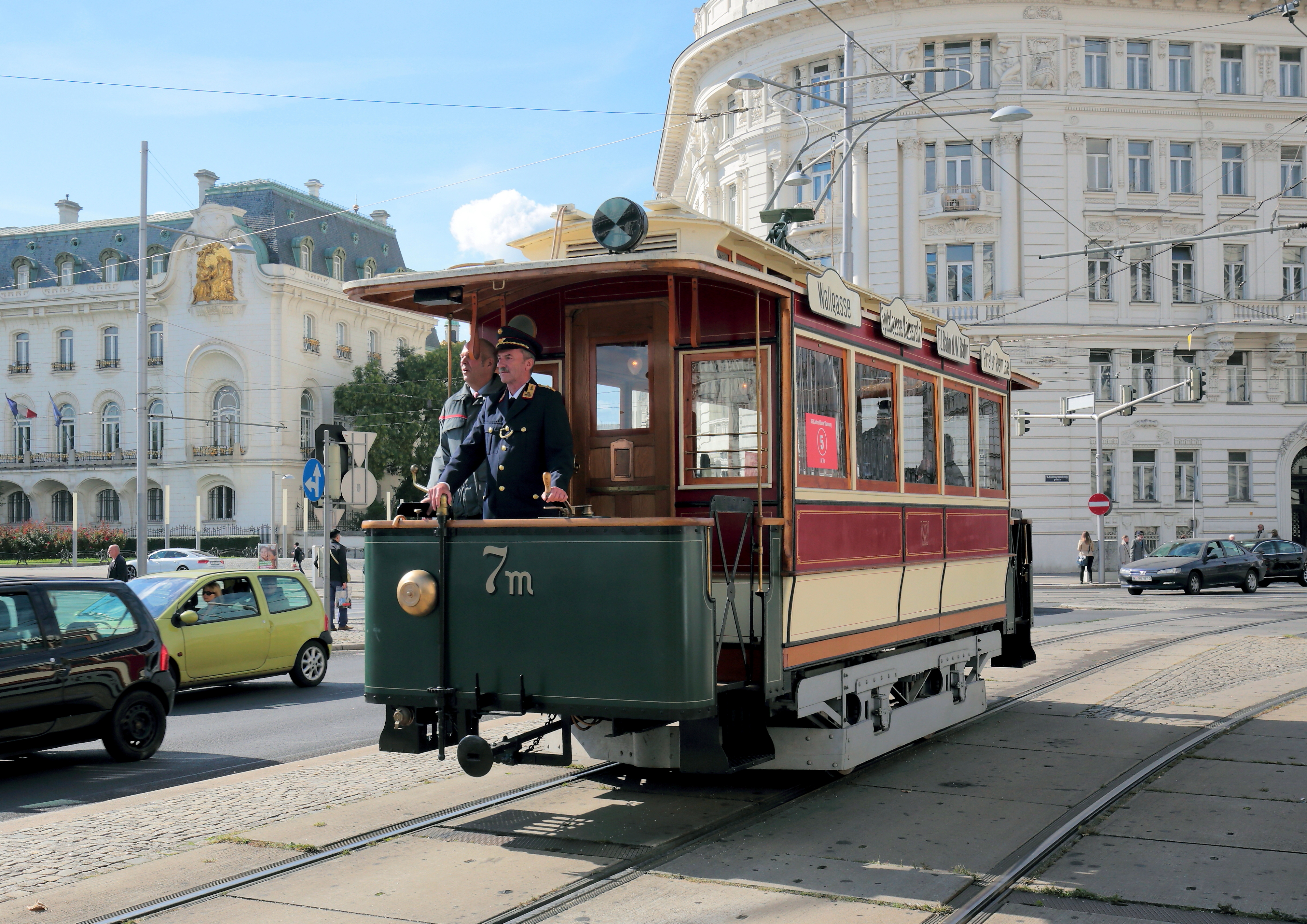
Zabytkowy tramwaj Graz nr 7m w Wiedniu
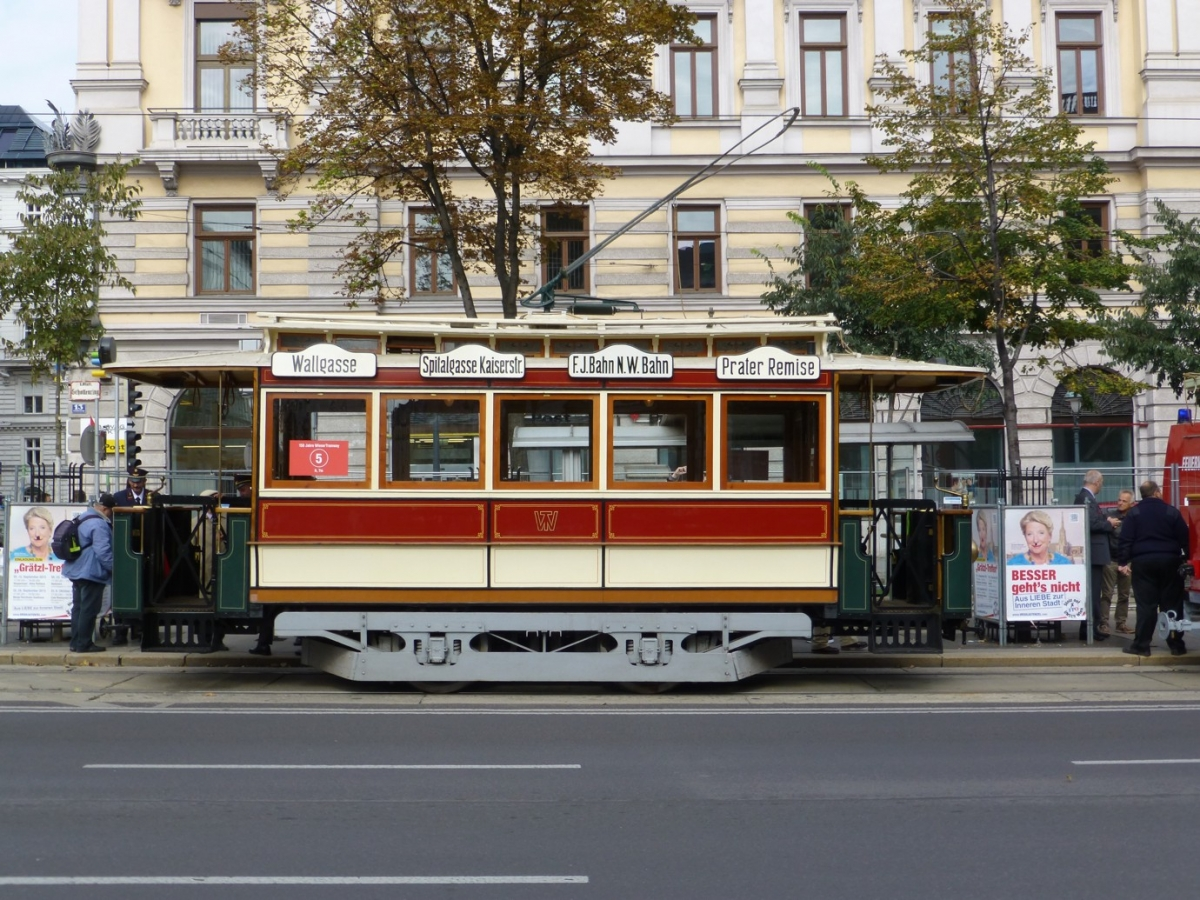
Widok na 7m z boku
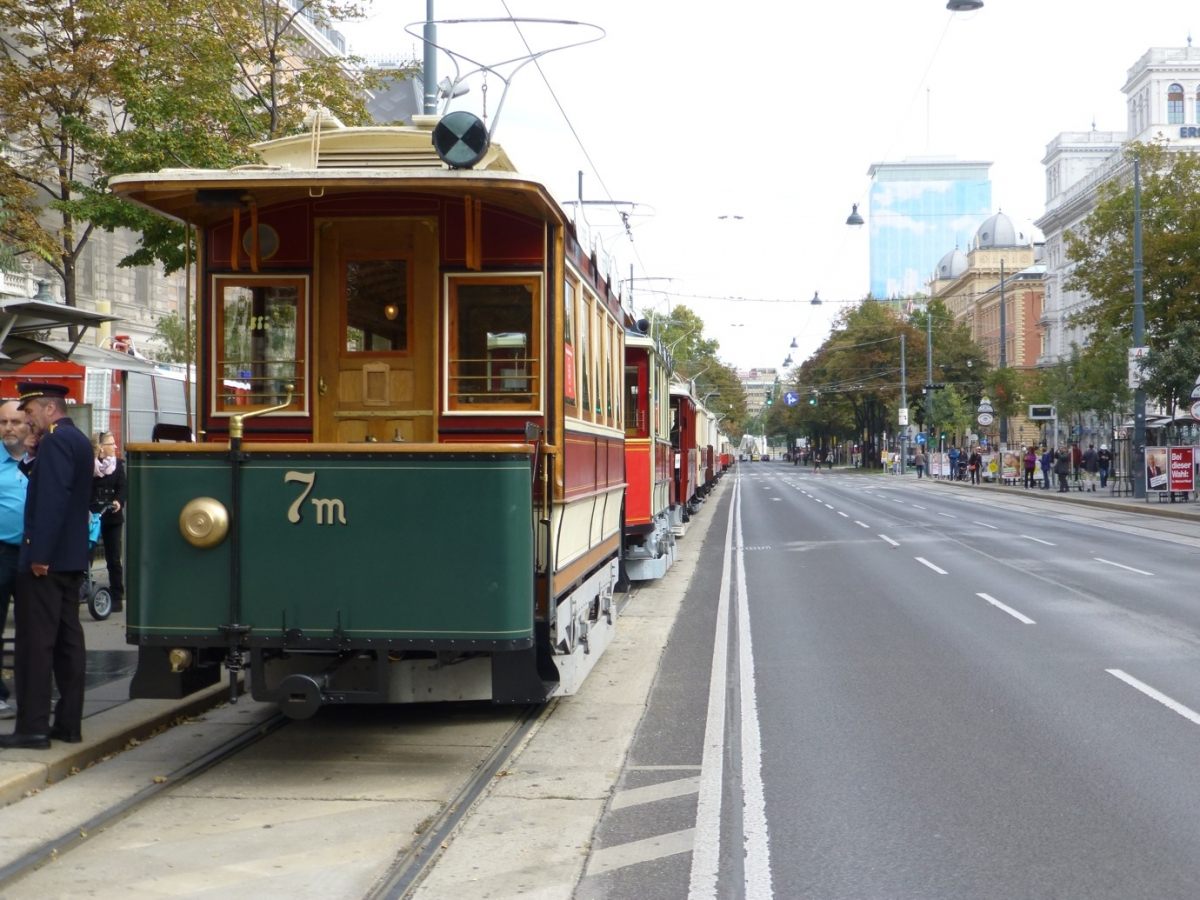
Przód z dzwonkiem na ściance platformy
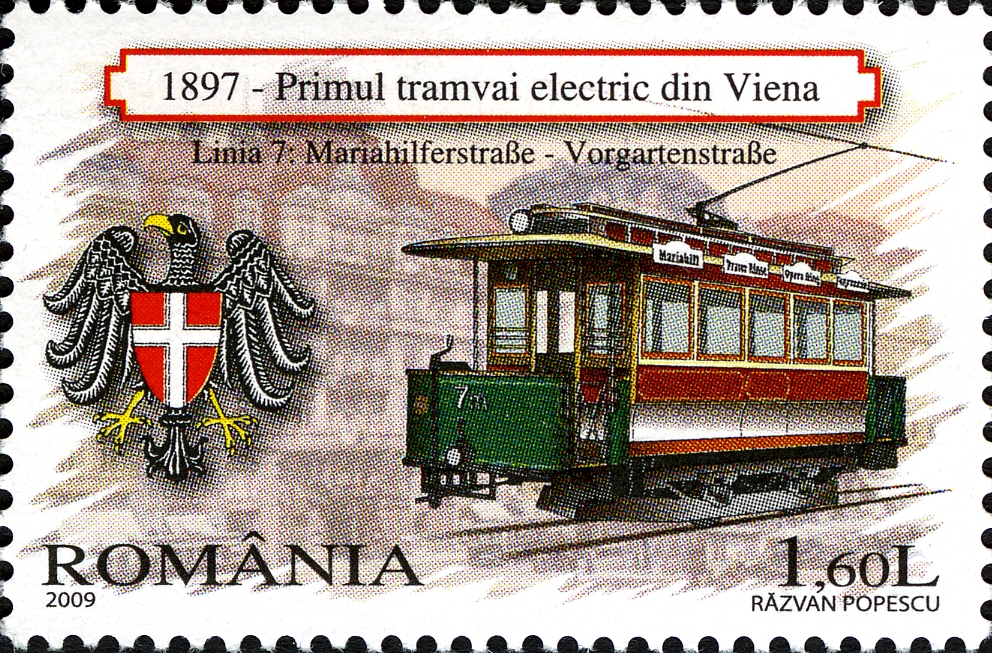
Rumuński znaczek pocztowy z tramwajem Graz